# Maigret und das Dienstmädchen
Maigret und das Dienstmädchen (französisch: Félicie est là) ist ein Kriminalroman des belgischen Schriftstellers Georges Simenon. Er ist der 25. Roman einer Reihe von insgesamt 75 Romanen und 28 Erzählungen um den Kriminalkommissar Maigret. Der Roman entstand im Mai 1942 in La Faute-sur-Mer und wurde 1944 gemeinsam mit den Romanen Maigret contra Picpus und Maigret und sein Rivale im Sammelband Signé Picpus bei der Éditions Gallimard veröffentlicht. Die erste deutsche Übersetzung von Hansjürgen Wille und Barbara Klau erschien 1967 bei Kiepenheuer & Witsch. Im Jahr 1984 publizierte der Diogenes Verlag eine Neuübersetzung von Hainer Kober.
Ein alter Buchhalter, genannt „Holzbein“, ist in seinem kleinen Häuschen erschossen worden. Doch mehr als dem Opfer gilt Maigrets Interesse bald seinem Dienstmädchen, dessen Mischung aus Wichtigtuerei, Schwindelei und Widerspenstigkeit ihn erst erzürnt, dann amüsiert und schließlich rührt. Große Teile der Ermittlungen überträgt der Kommissar seinen Inspektoren, um am Tatort und damit in der Nähe des Dienstmädchens bleiben zu können.

## Inhalt

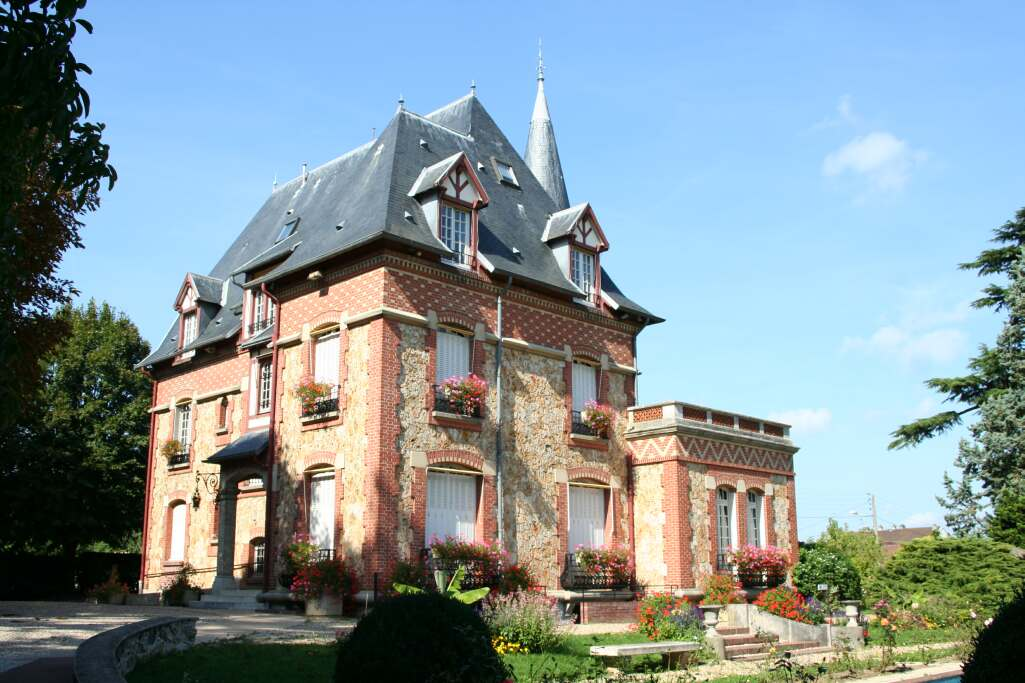
Rathaus von Orgeval

Nicht weit von Paris entfernt, nahe Poissy und Orgeval, liegt die Kleingartensiedlung Jeanneville, die Maigret auf den ersten Blick an eine Ansammlung von Puppenhäusern erinnert. Hier lebt Jules Lapie, genannt „Holzbein“, ein pedantischer, geiziger Einzelgänger und ehemaliger Buchhalter bei einem Schiffsausrüster in Fécamp, der einmal in seinem Leben in ein Abenteuer stolperte, als er unfreiwillig an Bord eines Schiffes gelangte und prompt bei Kap Hoorn ein Bein verlor. Seitdem lebt er von seiner Rente mit keinem Menschen um sich als seinem Dienstmädchen, bis er erschossen in seinem Häuschen aufgefunden wird.
Maigrets Ermittlungen in den ersten milden Frühlingstagen kreisen schon bald vor allem um jenes Dienstmädchen, die 24-jährige Félicie, die aufgrund ihres prätentiösen Gehabes als „Prinzessin“ verspottet, aufgrund ihrer unpassend bunten Kleidung als „Kakadu“ belächelt wird. Das Mädchen scheint eher in der Welt ihrer Groschenromane zu leben als in der Realität, jedenfalls gelingt es Maigret nicht, ihr einen einzigen wahren Satz zu entlocken. Als Alleinerbin ist sie vermeintlich die Einzige, die von Holzbeins Tod profitiert. Maigret quartiert sich in Jeanneville ein, um sich auf ein Duell der Nerven mit seiner widerspenstigen Kontrahentin einzulassen. 
Allmählich wandeln sich die Gefühle des Kommissars von Ärger und Verdruss zu einer Form von Rührung und Zuneigung für Félicie. Und er ist ungehalten, dass die Spuren des Falles zurück nach Paris weisen. Erst gelingt es Félicie am Tag der Beerdigung, die Polizeiüberwachung abzuschütteln und in der Metropole unterzutauchen. Dann ist da Jacques Pétillon, der Neffe des Toten und Saxophonist im Nachtclub Pélican, der das Rotlichtviertel des Montmartre absucht und dabei in zunehmende Verzweiflung gerät. Als Maigret den jungen Mann stellt, kündigt dieser ein Geständnis an, wird jedoch vor Maigrets Augen durch einen Schuss in die Brust lebensgefährlich verletzt. Tathergang und Tatwaffe – eine Smith & Wesson – weisen immer deutlicher auf einen Profi aus den Kreisen der organisierten Kriminalität hin.
Zurück in Holzbeins Häuschen entdeckt Maigret in einem Schrank ein Paket mit 229.000 Francs, die offensichtlich nicht von Holzbein stammen und mit der Tat in Zusammenhang stehen müssen. Und er kommt den Flunkereien Félicies auf die Schliche, die den Mörder schützen wollte und sogar dessen Tatwaffe in Paris beiseiteschaffte, weil sie nach der Tat Jacques Pétillon wegrennen sah, Holzbeins Neffen, in den sie heimlich und unerwidert verliebt ist. Tatsächlich war alles, was sich der Neffe zuschulden kommen ließ, dass er seinem von der Polizei gesuchten Freund Albert Babeau alias der „Musiker“ im Haus seines Onkels Unterschlupf gewährte. Dieser versteckte dort die Beute eines Raubüberfalls, wurde anschließend gefasst und nach einem Jahr wieder auf freien Fuß gesetzt, woraufhin ihn der Weg sofort zurück nach Jeanneville führte. Während der arglose Pétillon den Onkel auf sein Geheiß ablenkte, suchte Babeau nach der Beute und erschoss den Onkel, als dieser ihn überraschte. Daraufhin hielt Pétillon in der ganzen Stadt nach dem „Musiker“ Ausschau, um ihn zur Rede zu stellen, und war schließlich bereit, sich Maigret anzuvertrauen, als Babeau auch ihn mit einem Schuss außer Gefecht setzte.
Während die gesamte Pariser Polizei in Pigalle eine Großrazzia durchführt. um Babeaus habhaft zu werden, verbringt Maigret auch diese Nacht wieder in Jeanneville bei Félicie. Und tatsächlich taucht Babeau hier auf, um erneut nach dem Geld zu suchen. Als Félicie am Morgen erwacht, kann Maigret ihr den verschnürten Mörder präsentieren. Zwar ist das Dienstmädchen erleichtert, dass es sich nicht um ihren Schwarm Pétillon handelt, doch gleichzeitig enttäuscht sie das Ausbleiben eines dramatischen Endkampfes, wie er ihr aus Groschenromanen vertraut ist. Noch Jahre nach Abschluss des Falles wird Maigret von seinen Kollegen und seiner Frau mit der Erinnerung an das Dienstmädchen und dem Ausruf „Félicie ist da!“ aufgezogen.

## Interpretation
Für Steve Trussel ist Maigret und das Dienstmädchen weniger ein Kriminalroman als ein Liebesroman, was er gleich selbst als eine Blasphemie innerhalb der Maigret-Serie bezeichnet. Tatsächlich lässt sich im Verlauf des Romans eine zunehmende Hinwendung des Kommissars an das Dienstmädchen beobachten, und am Ende des sechsten Kapitels ruft er gar aus: „Félicie, ich finde sie hinreißend.“ Auch Peter Foord sieht im Roman ein „Duett“ zwischen dem Kommissar und dem Dienstmädchen, das ihn an eine andere Titelheldin aus einem Liebesroman Simenons erinnert: Marie Le Flem aus Die Marie vom Hafen.
Levin Houston beschreibt das Dienstmädchen kurz und bündig als „dürr, hässlich, ignorant und 24.“ Auch für Michel Lemoine macht sie zu Beginn einen aufsässigen und unangenehmen Eindruck. Sie schafft sich ihre eigene Wahrheit, die aus Träumen und Groschenromanen gespeist ist. Doch hinter der extravaganten Fassade entdeckt Maigret eine außergewöhnliche Sensibilität, die den Kommissar für sie einnimmt. Letztlich ist es seine Empathie für die Welt des Dienstmädchens, die ihn auf die Lösung des Falles führt, wobei wie häufig in der Maigret-Serie die Frage nach dem Täter weniger wichtig ist als die psychologischen Verstrickungen. Um sich in das Leben des Opfers einzufühlen, richtet sich Maigret in dessen Haus wohnlich ein und übernimmt selbst die Rolle des Buchhalters. Seine Methode der Ermittlung wird im Roman wie folgt charakterisiert: „Er macht es sich in einer Untersuchung wie in Pantoffeln bequem.“
Peter Foord beschreibt den Roman als leichter in seinem Ton und weniger komplex in der Kriminalhandlung als seine beiden Vorgänger Maigret contra Picpus und Maigret und sein Rivale. Der Ausruf „Félicie ist da“, der dem Roman seinen Originaltitel verlieh, findet sich mit geändertem Namen in einem weiteren Roman aus dieser Schaffensperiode wieder, dem eine vergleichbare Ausgangslage zugrunde liegt: Maigret verliert eine Verehrerin. Auch Stanley G. Eskin findet den Roman „erheblich vergnüglicher“ als seine Vorgänger, wobei insbesondere das vorletzte Kapitel Die Nacht des Hummers einige „umwerfend komische“ Szenen enthalte, die um Erwerb und Zubereitung eines Hummers kreisen, während halb Paris den Mörder jagt. Die Art, wie zu Beginn des Romans mit einem Glockenspiel ein Schlüsselreiz Maigrets Erinnerung an seine Kindheit wachruft, erinnert Dominique Meyer-Bolzinger gar an Marcel Proust.

## Rezeption
Der Spiegel fand 1967 in dem Sammelband von Kiepenheuer & Witsch, der zusätzlich die Romane Maigret hat Geduld und Maigret verliert eine Verehrerin enthielt, „besten Krimistoff, einen Hauch von Sex, vor allem aber ein Sortiment von Conciergen und Kleinbürgern, von Kaffee- und Rumgerüchen impressionistischer Sommertage, wie es echter kaum ein zeitgenössisches Werk der ‚Hochliteratur‘ aufbringt.“
Levin Houston nannte die amerikanische Übersetzung Maigret and the Toy Village 1979 von der Handlung her einen „08/15-Simenon, was natürlich bedeutet, dass er besser ist als die besten Versuche der meisten seiner Konkurrenten“. Mit dem Dienstmädchen Felicie habe Simenon „eine seine erinnerungswürdigsten Figuren geschaffen“, wegen der alleine die Lektüre lohne. Für Dan Herr war das Buch schlicht „eine Freude zu lesen“, was man nicht über viele der heutigen Romane sagen könne.
Tilman Spreckelsen fragte: „Kann eine Kleingartensiedlung so etwas wie Poesie entfalten?“ Dass Simenon für die negativen Aspekte eines solchen Mikrokosmos und seiner Sozialstrukturen „völlig unempfänglich bleibt, möchte man ihm hoch anrechnen. Und dass er dafür seiner dezidiert unhübschen Heldin verfällt, auch. Selten war die Aufklärung des Falls so banal und unwichtig wie in diesem Band.“
Die Romanvorlage wurde sechsmal im Rahmen von TV-Serien verfilmt. In der Titelrolle waren dabei Rupert Davies in Maigret (1962), Jan Teulings (1968), Jean Richard in Les Enquêtes du commissaire Maigret (1968), Kinya Aikawa (1978), Michael Gambon (1993) und Bruno Cremer in Maigret (2002) zu sehen.

## Ausgaben
- Georges Simenon: Félicie est là. In: Signé Picpus. Presses de la Cité, Paris 1944 (Erstausgabe).
- Georges Simenon: Maigret hat Geduld. Maigret und das Dienstmädchen. Maigret verliert eine Verehrerin. Übersetzung: Hansjürgen Wille und Barbara Klau. Kiepenheuer & Witsch, Köln 1967.
- Georges Simenon: Maigret und das Dienstmädchen. Übersetzung: Hansjürgen Wille und Barbara Klau. Heyne, München 1967.
- Georges Simenon: Maigret und das Dienstmädchen. Übersetzung: Hainer Kober. Diogenes, Zürich 1984, ISBN 3-257-21220-8.
- Georges Simenon: Maigret und das Dienstmädchen. Sämtliche Maigret-Romane in 75 Bänden, Band 25. Übersetzung: Hainer Kober. Diogenes, Zürich 2008, ISBN 978-3-257-23825-9.